# Полюк Ольга Юріївна
Ольга Юріївна Полюк (нар.15 вересня 1987, Хмельницький) — українська спортсменка з фристайлу.  Член збірної України на зимових Олімпійських іграх 2010, 2014, 2018, 2022 років, призерка Чемпіонату світу, етапів Кубка світу та Європи. Заслужений майстер спорту України.  

## Біографія
Ольга Юріївна народилася в м. Хмельницькому. Закінчила Хмельницьку ЗОШ № 10. 
У 5 років почала займатися спортивною гімнастикою. Успішно виступала на змаганнях Всеукраїнського рівня за рідну Хмельниччину. 
У 2002 році виконала нормативи Майстра спорту України.
У 2003 році відгукнулася на запрошення тренерів з фристайлу Досова Юрія та Досової Галини спробувати свої сили у новому виді спорту, переїздить до Рівного. Успішно навчається у Рівненському обласному ліцеї-інтернаті. Наполегливо тренується на відділенні фристайлу в ДЮСШ №1 і вже в 2004 році стає бронзовою призеркою Чемпіонату України.
У 2005 році вступає до Міжнародного економіко-гуманітарного університету ім. академіка Степана Дем'янчука на факультет фізичної культури та здоров'я.
2006 рік – Ольга посідає 2 місце на етапі Кубку Європи (Білорусь) та виборює бронзову нагороду на Чемпіонаті Світу серед юніорів (Росія).
2007 рік – 3 місце на Чемпіонаті Світу серед юніорів (Швейцарія).
2008 рік – Ольга Полюк входить до складу збірної команди України з фристайлу, виступає на етапах Кубків Світу.
2009 рік – стає чемпіонкою України, готує нову програму стрибків, виступає на етапах Кубків Світу.
2010 рік – основний старт зимові Олімпійські ігри у Ванкувері (Канада), де Ольга виконувала надскладні стрибки. На жаль, не все вдалося й Ольга посіла 19 місце. Повернувшись з Ванкувера до України, Полюк Ольга доводить свою першість на етапі Кубку Європи та вкотре стає Чемпіонкою України. Цього ж року Ольга отримує диплом магістра за спеціальністю фізична реабілітація та фізичне виховання.
У 2011 році Ольга переведена до Рівненської обласної школи вищої спортивної майстерності. Успішно тренується і виступає на етапах Кубку Світу. А у 2014 році Полюк Ольга знову бере участь у зимових Олімпійських іграх в Сочі, де показує 15-й результат.
Ольга  є першим номером збірної команди України з фристайлу, успішно тренується і не полишає своєї мрії здобути олімпійську нагороду.

### Виступи на Олімпійських іграх
| Рік  | Місце проведення          | Місце |
| ---- | ------------------------- | ----- |
| 2010 | Ванкувер, Канада          | 20    |
| 2014 | Сочі, Росія               | 15    |
| 2018 | Пхьончхан, Південна Корея | 16    |
| 2022 | Пекін, Китай              | 22    |

### Виступи на Чемпіонатах світу
| Рік  | Місце проведення             | Місце |
| ---- | ---------------------------- | ----- |
| 2007 | Мадонна-ді-Кампільйо, Італія | 17    |
| 2009 | Інавасіро, Японія            | 17    |
| 2011 | Дір-Веллі, США               | 8     |
| 2013 | Восс, Норвегія               | 6     |
| 2015 | Шьонберг-Лахталь, Австрія    | 15    |
| 2017 | Сьєрра-Невада, Іспанія       | 15    |
| 2019 | Юта, США                     | 7     |

### Кар'єра в Кубку світу

#### Місце в кубках світу
| Сезон   | Повітряна акробатика | Загальне |
| ------- | -------------------- | -------- |
| 2006–07 | 20                   | 88       |
| 2007–08 | 20                   | 62       |
| 2008–09 | 13                   | 36       |
| 2009–10 | 21                   | 59       |
| 2010–11 | 10                   | 35       |
| 2011–12 | 10                   | 32       |
| 2012–13 | 13                   | 69       |
| 2013–14 | 24                   | 118      |
| 2014–15 | 11                   | 40       |
| 2015–16 | 17                   | 78       |
| 2016–17 | 15                   | 77       |
| 2017–18 | 19                   | 82       |
| 2018–19 | 8                    | 39       |